# Vasya (cràter)
Vasya és un petit cràter d'impacte situat a la part nord-oest de la Mare Imbrium, al sector nord-oest de la cara visible de la Lluna. Es troba a sud sud-est de Slava i la tènue vora nord-oest és tangent al cràter Nikolya. Els elements més destacables de la zona són el Promontorium Heraclides (30 km al nord) i el cràter C. Herschel (150 km al sud-sud-est) de l'àrea explorada pel Lunokhod 1.

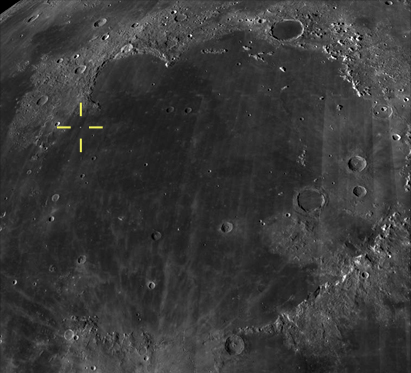
Vasya és un dels dotze cràters amb nom prop del lloc d'allunatge del Lunokhod 1, situat al nord-oest de Mare Imbrium
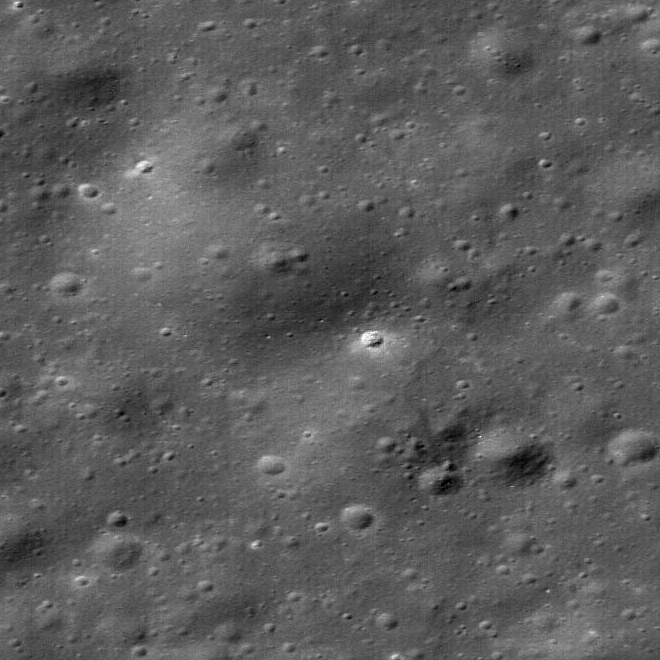
Imatge del LRO dels cràters Nikolya i Vasya
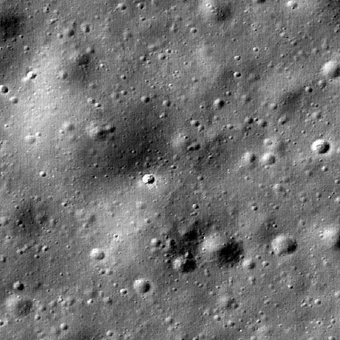
Una altra imatge del LRO dels cràters Nikolya i Vasya

El cràter porta el nom de la forma diminutiva de l'antropònim masculí rus Василия (Vasily), i és un dels dotze petits cràters amb nom situats a l'àrea per on va passar el Lunokhod 1. Van ser aprovats per la Unió Astronòmica Internacional (UAI) el 14 de juny de 2012.

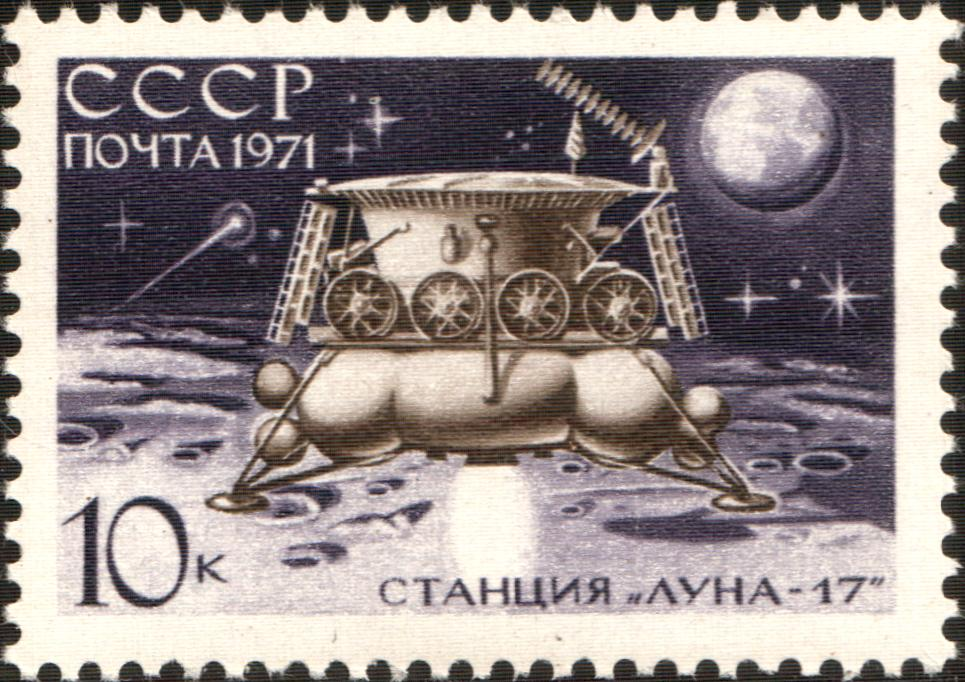
Segell commemoratiu que representa Luna 17 amb el vehicle lunar Lunokhod 1
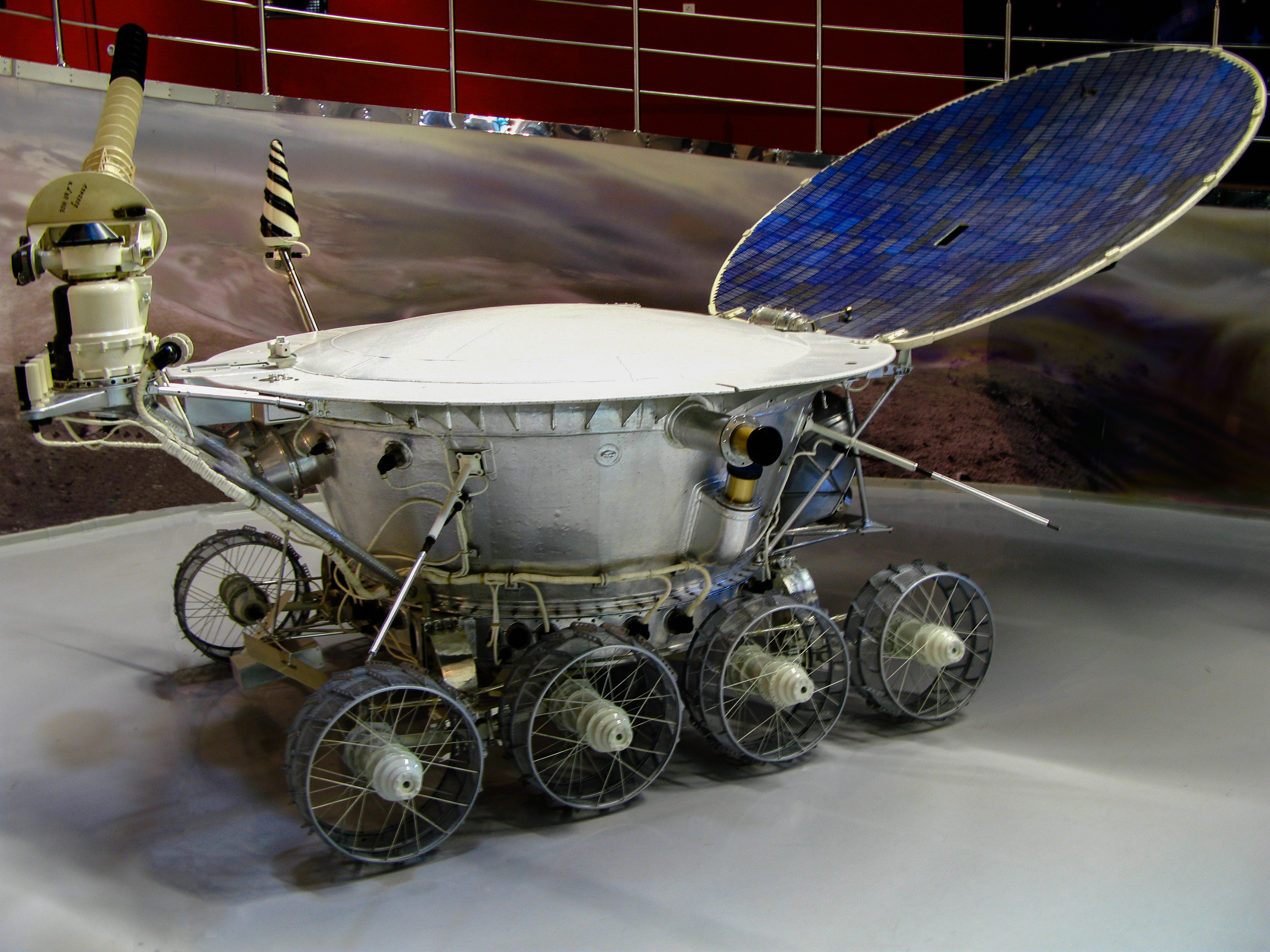
Vehicle lunar Lunokhod 1

El mòdul terrestre de la missió soviètica Luna 17 va passar a l'est del cràter a meitats de desembre de 1970; després va girar cap al nord, després cap al sud durant una curta distància i posteriorment cap al nord un cop situat a prop de centre del cràter. Va ser un dels dos cràters visitats en aquest mes. A continuació, el modul terrestre es va dirigir cap nord-est del cràter Nikolya. La ubicació i la trajectòria del mòdul d'allunatge van ser determinats per Albert Abdrakhimov el 17 de març de 2010, basant-se en una imatge presa pel Lunar Reconnaissance Orbiter.